# آبه ریوهی
آبه ریوهی (انگلیسی: Ryouhei Abe؛ زادهٔ ۲۶ مارس ۱۹۸۰) هنرپیشه اهل ژاپن است. از فیلم های که وی در آن نقش داشته است می توان به فیلم هانا مویو و معلم بزرگ انیزوکا اشاره کرد.